# Mariánský sloup (Olomouc)
Mariánský sloup v Olomouci je barokní morový sloup na Dolním náměstí v Olomouci, se sochou Panny Marie Immaculaty na vrcholu.

## Historie

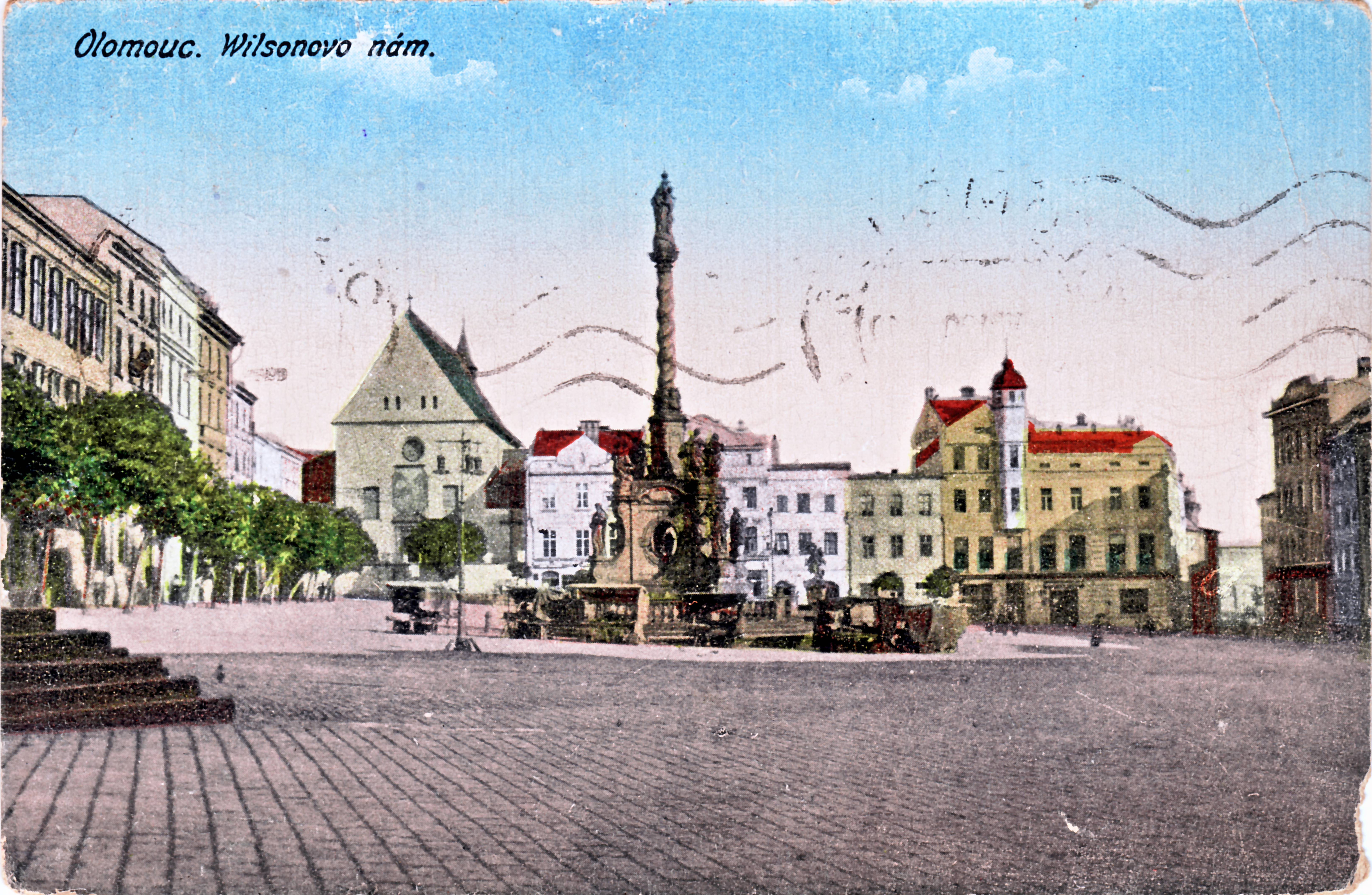
Mariánský sloup na Dolním náměstí (dříve Wilsonově) v období první republiky

Sloup postavil v letech 1715–1723 Václav Render jako výraz vděčnosti olomouckých měšťanů za ukončení moru, který na Moravě udeřil v letech 1714 až 1716. Na sochařské výzdobě pracovali Jan Sturmer (socha Panny Marie Immaculaty, socha svatého Františka Xaverského a socha svatého Karla Boromejského) a Tobiáš Schütz (ostatní sochy kromě později vyměněné sochy svatého Šebestiána).
V roce 1758 byl sloup při pruském obléhání Olomouce poškozen a poté byla vyměněna socha svatého Šebestiána. Mezi lety 1985–1992 pak byl při restaurování originální tordovaný (kroucený) sloup nahrazen kopií. Od roku 1995 je společně se sloupem Nejsvětější Trojice a se souborem barokních kašen podle nařízení vlády č. 262/1995 Sb. ze dne 16. srpna 1995 o prohlášení a zrušení prohlášení některých kulturních památek za národní kulturní památky řazen mezi národní kulturní památky.

## Popis

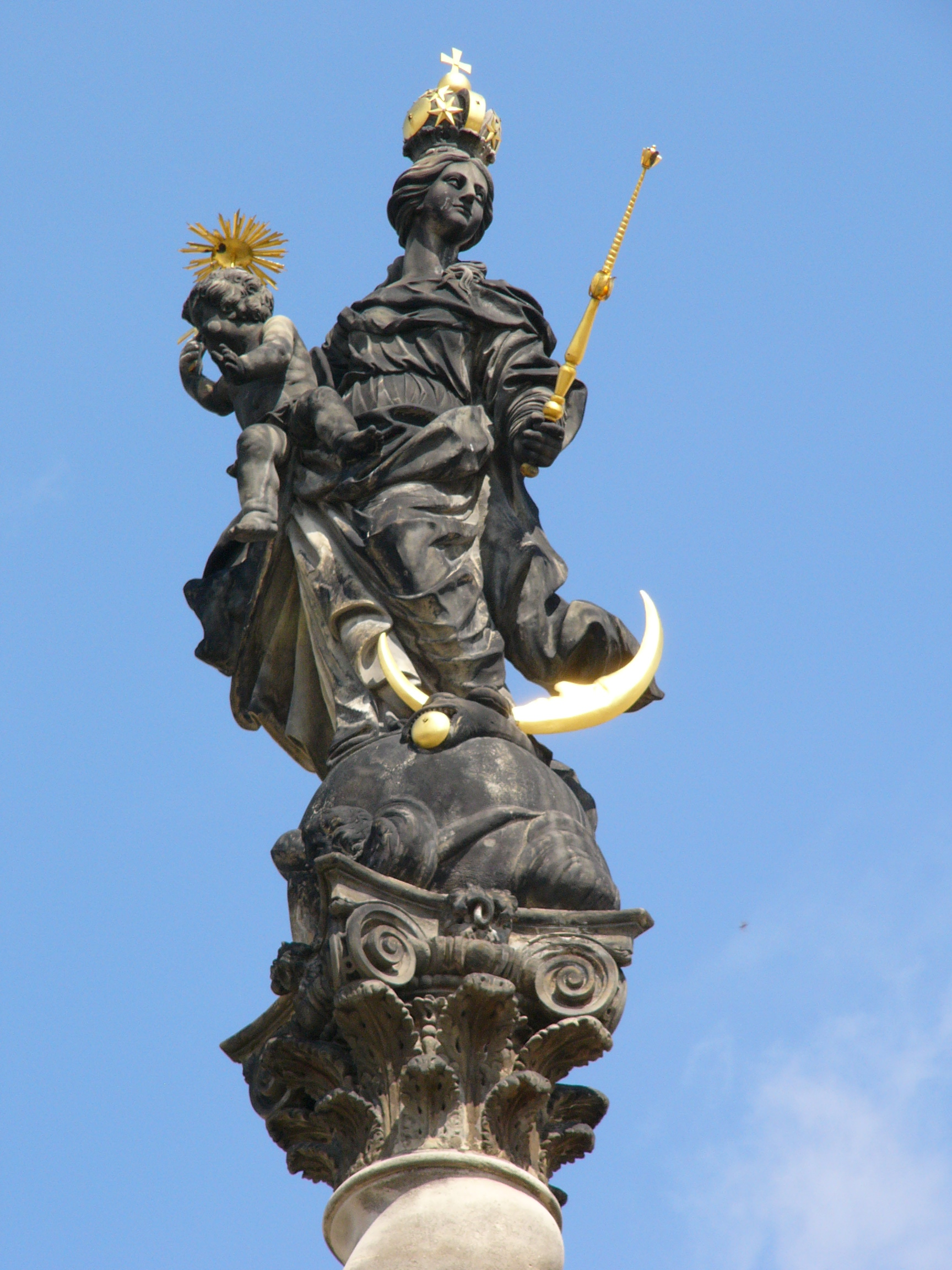
Socha Panny Marie na vrcholu Mariánského sloupu

Na vrcholu sloupu je socha Panny Marie Immaculaty. Ve spodní části sloupu je osm soch světců (patronka města Olomouce a ochránci proti moru):
Dolní řada soch:
- svatý Roch
- svatý Karel Boromejský
- svatý František Xaverský
- svatý Šebestián

Horní řada soch:
- svatá Pavlína – patronka města Olomouce
- svatá Rozálie
- svatá Kateřina Sienská
- svatá Barbora z Nikomédie